# Marsh Lake (Yukon)
Der Marsh Lake ist ein 95,54 km² großer See im Süden des kanadischen Territoriums Yukon. Der See befindet sich in den Stammesgebieten der Carcross/Tagish First Nation und der Kwanlin Dun First Nation.

## Lage
Der Marsh Lake ist eher eine Verbreiterung des Yukon River auf bis zu 4 km. Dabei ist der See rund 30 km lang.
Der See bildete die Südgrenze des traditionellen Gebiets der Ta'an Kwäch'än First Nation, einer indianischen Gruppe, die zu den Südlichen Tutchone zählt. Hinzu kommen andere Gruppen, wie die Tagish.

## Geschichte
Der Yukon spielte während des Klondike-Goldrauschs eine wichtige Rolle für den Transport der Goldsucher und ihrer Ausrüstung nach Dawson. Viele der Männer bauten sich anfangs ihre Boote selbst und fällten dafür Bäume am Lake Bennett und am Tagish Lake, weniger am Marsh-See, der um diese Zeit  noch den Namen Mud Lake führte. Der Landvermesser und Arzt Frederick Schwatka (1849–1892) benannte ihn um. Die Ta'an Kwäch'än zogen sich aus dem Gebiet zurück und erhielten ein winziges Reservat am Lake Laberge nördlich von Whitehorse. Mit den Dampfbooten, die auf den Seen verkehrten, wuchs der Bedarf an Holz, das als Brennmaterial für die Heizkessel diente. Am Südostende des Marsh-Sees begann ein ausgedehnter Holzeinschlag.
1942 begann der Bau des Alaska Highways, der an der Ostseite des Sees entlangführt. 1956 erzwang die kanadische Regierung die Zusammenlegung mehrerer Indianerstämme zur Whitehorse Indian Band, der heutigen Kwanlin Dun First Nation in und um Whitehorse. Diese Gruppen hatten sich schon früh um Whitehorse angesiedelt. Erst 1987 lösten sich die Ta'an Kwäch'än wieder aus diesem Verband. Sie schlossen 2002 einen Vertrag mit der Regierung, der ihnen ein selbst regiertes Reservat um den Lake Laberge sichert.
Mit dem Wachstum der Hauptstadt des Territoriums entstanden am See immer mehr Häuser, so dass 2001 der Ort Marsh Lake entstand, der rund 400 Einwohner zählt. 2008 zählte man 406 Haushalte, wobei viele der Bewohner nur im Sommer eines der 437 Lots bewohnen.
Der Marsh Lake ist vom Alaska Highway aus zugänglich. Es gibt drei Bootsrampen. Am nördlichen Seeende befindet sich ein staatlicher Campingplatz, der „Marsh Lake Campground“.

## Seefauna
Die Fischpopulationen im See von Amerikanischem Seesaibling und Heringsmaräne sind kleiner als in vergleichbaren Seen. Die Heringsmaräne bevorzugt Tiefen von 20 m und mehr, die im See nur in geringem Maße vorhanden sind. Die Heringsmaräne ist ein wichtiger Beutefisch für den Amerikanischen Seesaibling.